# Elaphoglossum biolleyi
Elaphoglossum biolleyi är en träjonväxtart som beskrevs av H. Christ. Elaphoglossum biolleyi ingår i släktet Elaphoglossum och familjen Dryopteridaceae. Inga underarter finns listade.